# Zhang Taiheng
Zhang Taiheng (chiń. 张太恒; ur. 1931, zm. 29 stycznia 2005 w Pekinie) – chiński wojskowy, generał.
Pochodził z powiatu Guangrao (prowincja Szantung). Od 1945 żołnierz Chińskiej Armii Ludowo-Wyzwoleńczej, w 1948 wstąpił do Komunistycznej Partii Chin. Zawodowy wojskowy, w 1988 promowany na generała-porucznika, w 1994 generała. Pełnił m.in. funkcję komendanta Okręgu Wojskowego Jinan.
Pełnił także mandat deputowanego do Ogólnochińskiego Zgromadzenia Przedstawicieli Ludowych w latach 1988–1998 (kadencje VI, VII, VIII), następnie w latach 1998–2003 wchodził w skład Stałego Komitetu Krajowego Ludowej Politycznej Konferencji Konsultatywnej Chin (IX kadencja).